# Mitsubishi Space Star (citadine)
Pour les articles homonymes, voir Mirage (homonymie) et Mitsubishi Space Star (homonymie).
Cet article concerne La citadine vendue en Europe sous le nom de Space Star. Pour Le monospace compact produit de 1998 à 2005, voir Mitsubishi Space Star.
La Space Star, appelée Mirage en Asie, est un modèle d'automobile du constructeur automobile japonais Mitsubishi succédant à la Colt. En Europe, le nom Mirage étant déjà déposé par une autre société, Mitsubishi a donc choisi de reprendre l'appellation "Space Star" destinée à un monospace compact entre 1998 et 2005. La nouvelle Space Star n'est toutefois pas un monospace mais une citadine concurrente des Nissan Micra, Toyota Yaris ou Peugeot 208.

## Histoire

### Mitsubishi Mirage

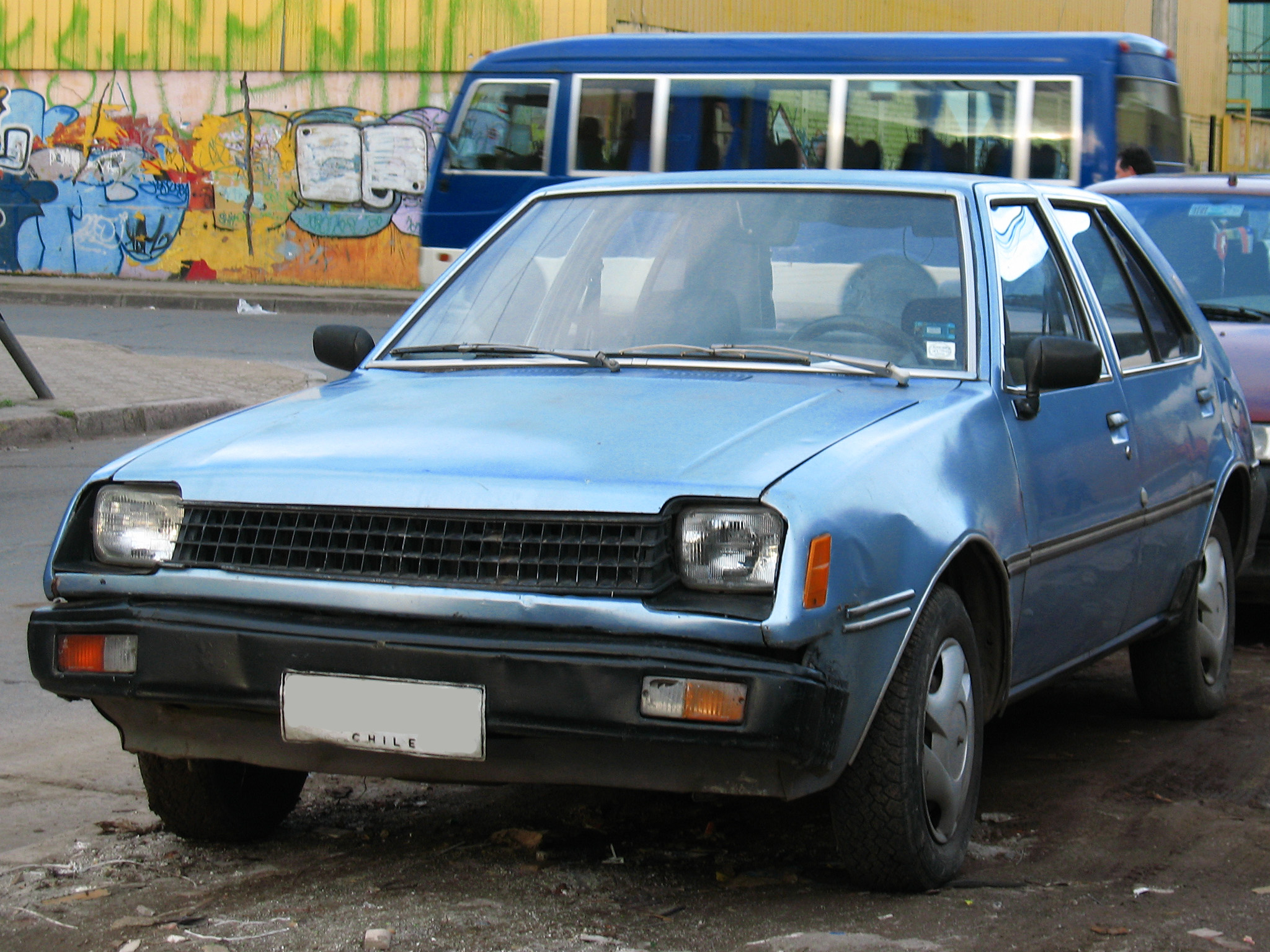
Mitsubishi Mirage I (1978 - 1983)
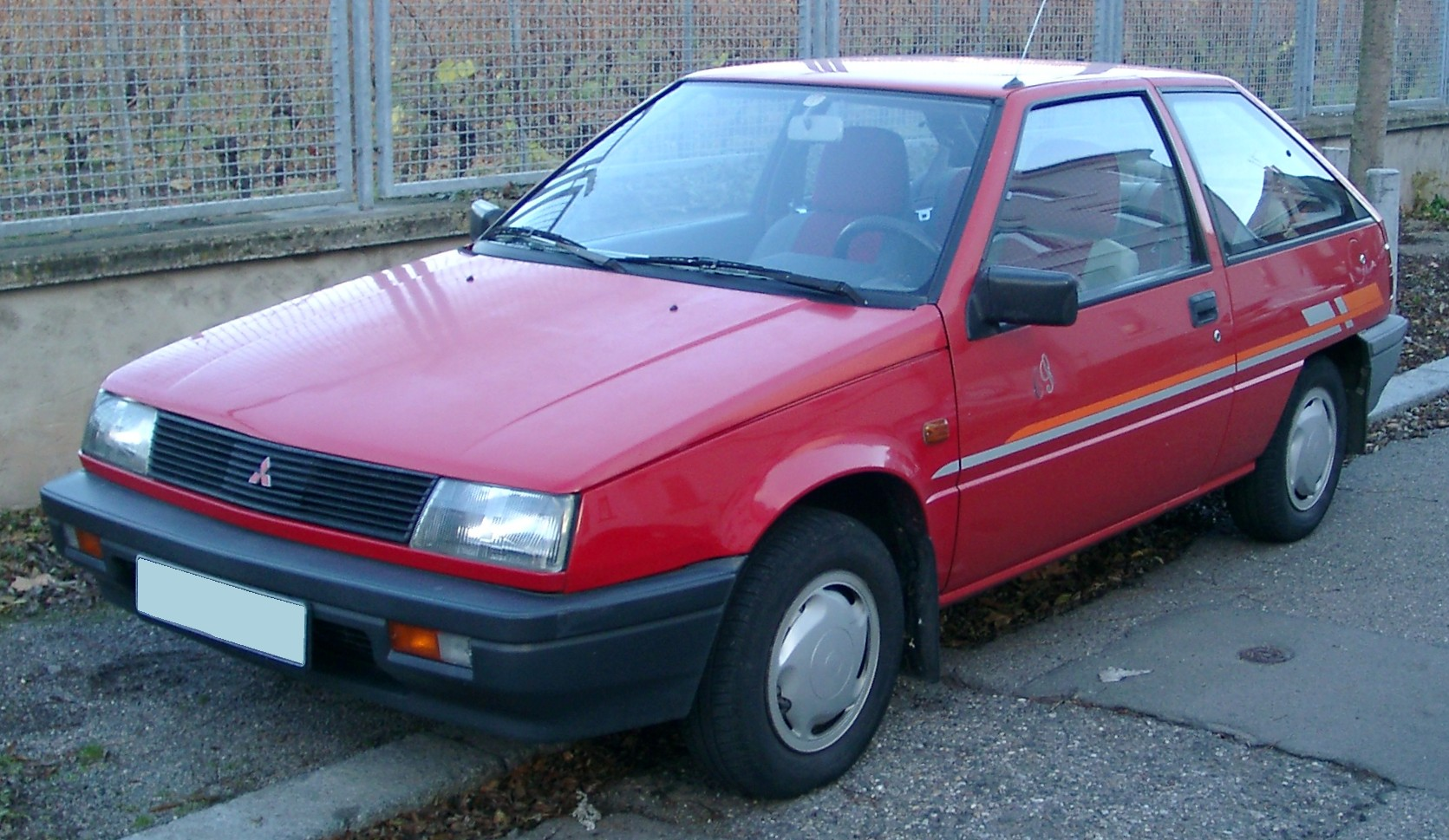
Mitsubishi Mirage II
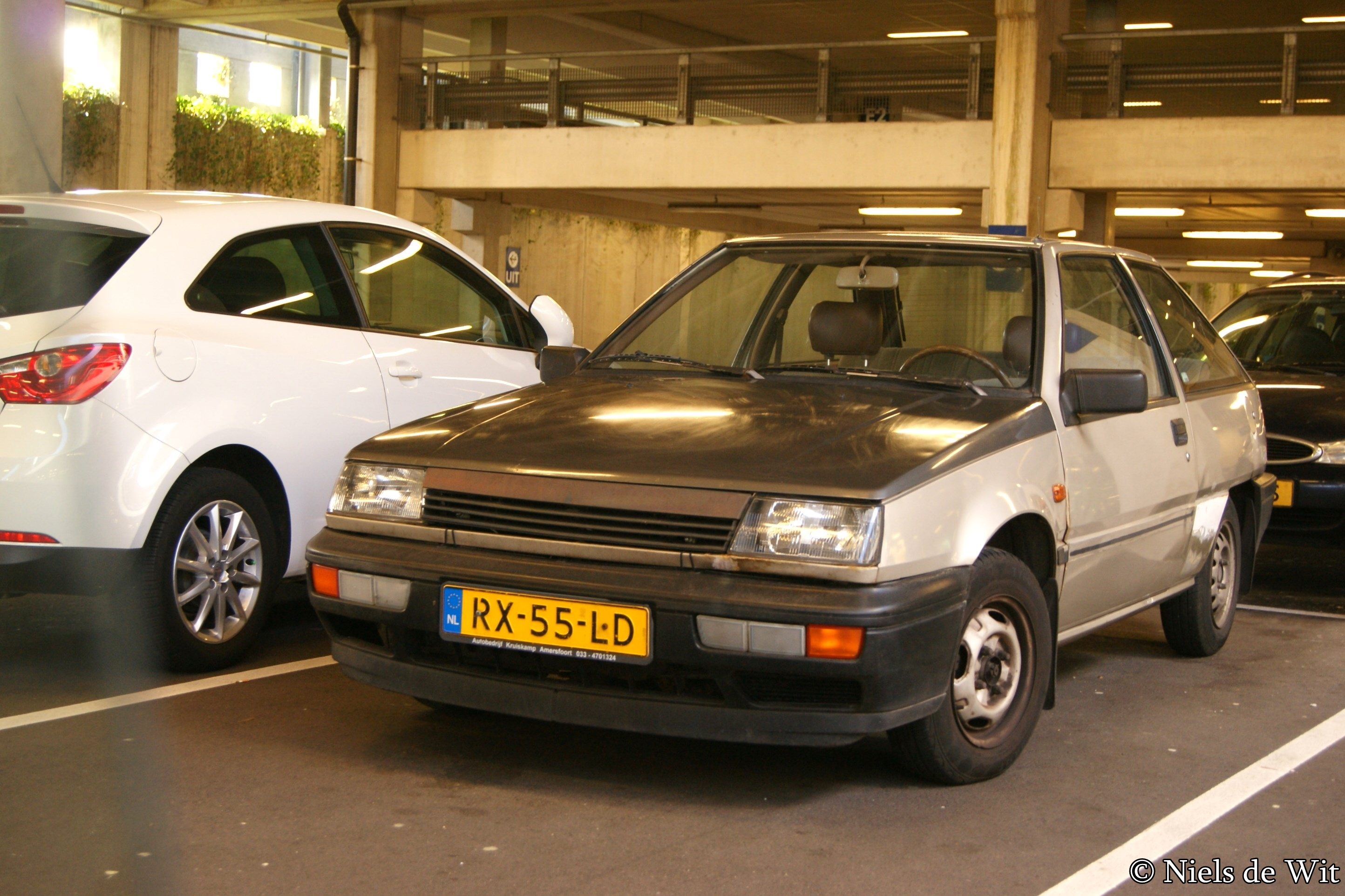
Mitsubishi Mirage III
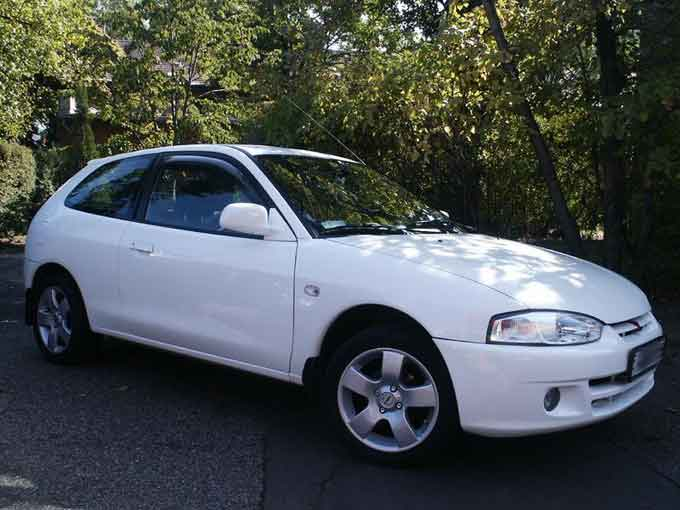
Mitsubshi Mirage IV
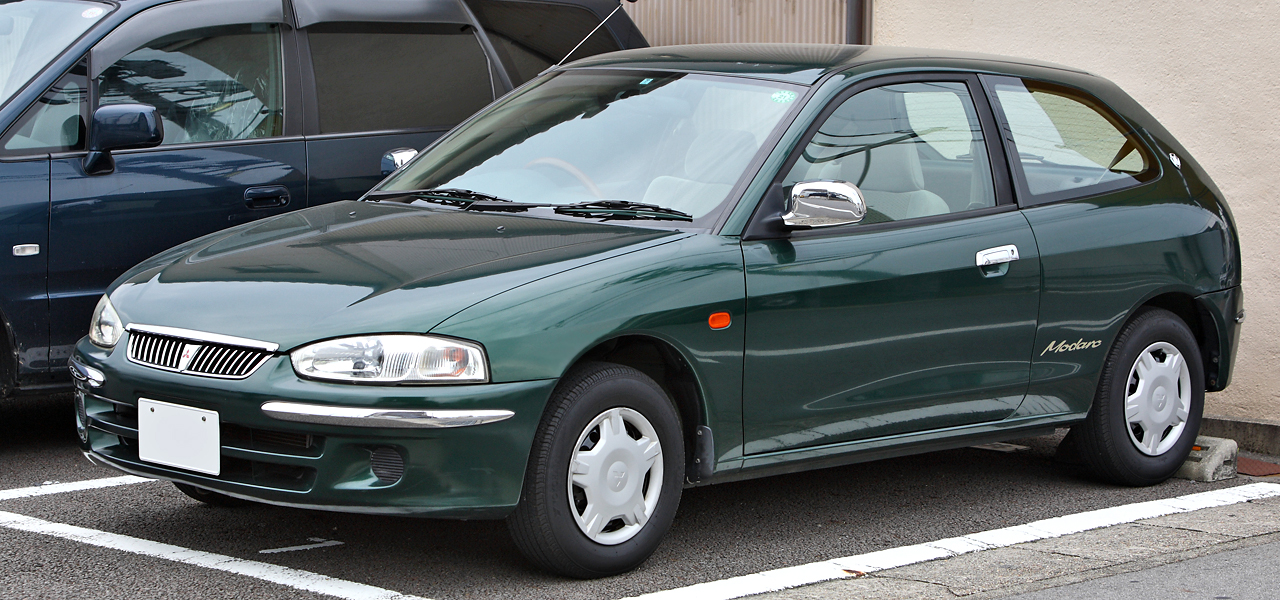
Mitsubishi Mirage V (1995 - 2003)

La Mitsubishi Mirage est lancée la première fois au Japon en 1978. Quand elle fut importée en Europe, elle prit le nom de Colt afin de la différencier des Colt 600, 1 100, 1 200, 1 500 qui ont disparu avant son apparition. Après la cinquième génération de 1995 à 2003, la Colt ne prit plus le nom de Mirage au Japon. Il faudra attendre 2012 pour ressusciter la Mirage, qui s'appelle alors Space Star en Europe et reprend le nom d'un monospace produit entre 1998 et 2005. Quant à la Colt, sa lignée s'arrête.

## Présentation

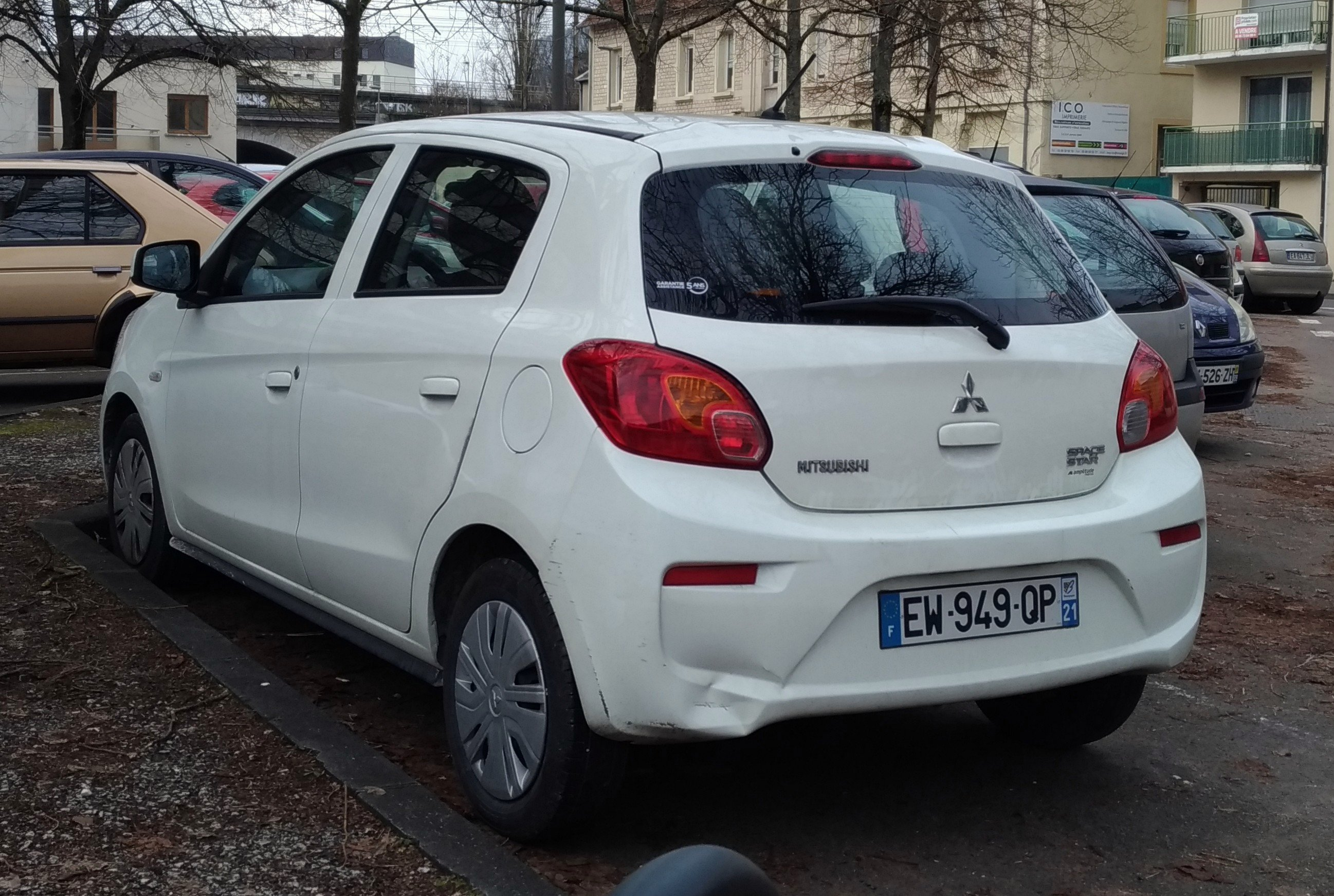
Mitsubishi Space Star Phase 1 (2012-2016)

Mitsubishi a dévoilé le Space Star au public le 30 novembre 2011 au Salon de l'automobile de Tokyo.
Elle a commencé sa carrière le 24 mars 2012 en Thaïlande où elle est produite, tandis que ses ventes au Japon ont débuté le 31 août 2012. En Europe, la Space Star est commercialisée depuis le printemps 2013. 
La Space Star est courte (3 mètres 71), légère (845 kg) et particulièrement aérodynamique (Cx de 0,27, le record de sa catégorie à son lancement). Sa simplicité en fait un véhicule économique à l'achat et frugal à l'usage. Ses dimensions la positionnent entre le segment A (petites citadines) et le segment B (citadines). 
Son dérivé 4 portes s'appelle Mitsubishi Attrage. Sur certains marchés, cette version est appelée Mitsubishi Mirage G4 ou encore Dodge Attitude. Cette version sedan n'est pas commercialisée en Europe sauf dans quelques rares pays tels que la Belgique, l'Autriche et la Suisse. Ce dérivé reste rare sur le Vieux continent, moins de 1 000 exemplaires y seront écoulés. 

### Phase 2
En 2016, la Space Star est restylée et dévoilée au Salon de Genève 2016. Ses faces avant et arrière sont redessinées.
Elle gagne 9 centimètres de long lors de cette mise à jour. Cette augmentation de taille est concentrée sur les porte-à-faux.

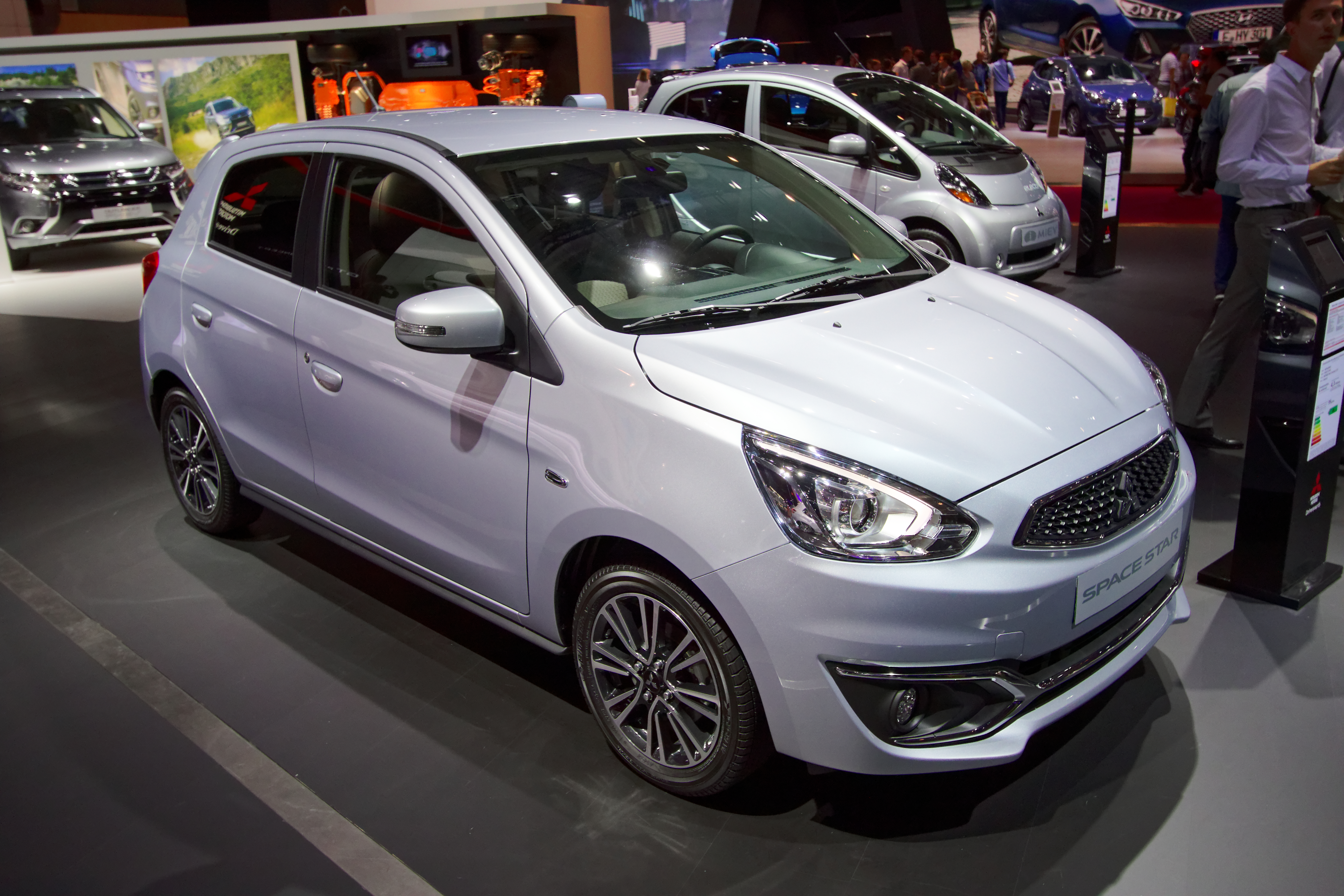
Mitsubishi Space Star phase 2

### Phase 3
La phase 3 du Space Star est dévoilée le 28 novembre 2019. À l'intérieur, elle est équipée d'un nouveau système d'info-divertissement doté d'un écran tactile de 7 pouces compatible avec Apple CarPlay et Androïd Auto.
La face avant est profondément remaniée et reprend le style « Dynamic Shield » de Mitsubishi avec les deux lames de katana sous les optiques, et les feux arrière adoptent la technologie LED.
Une version Space Star Cross réservée au marché portugais est lancée à l'été 2021.

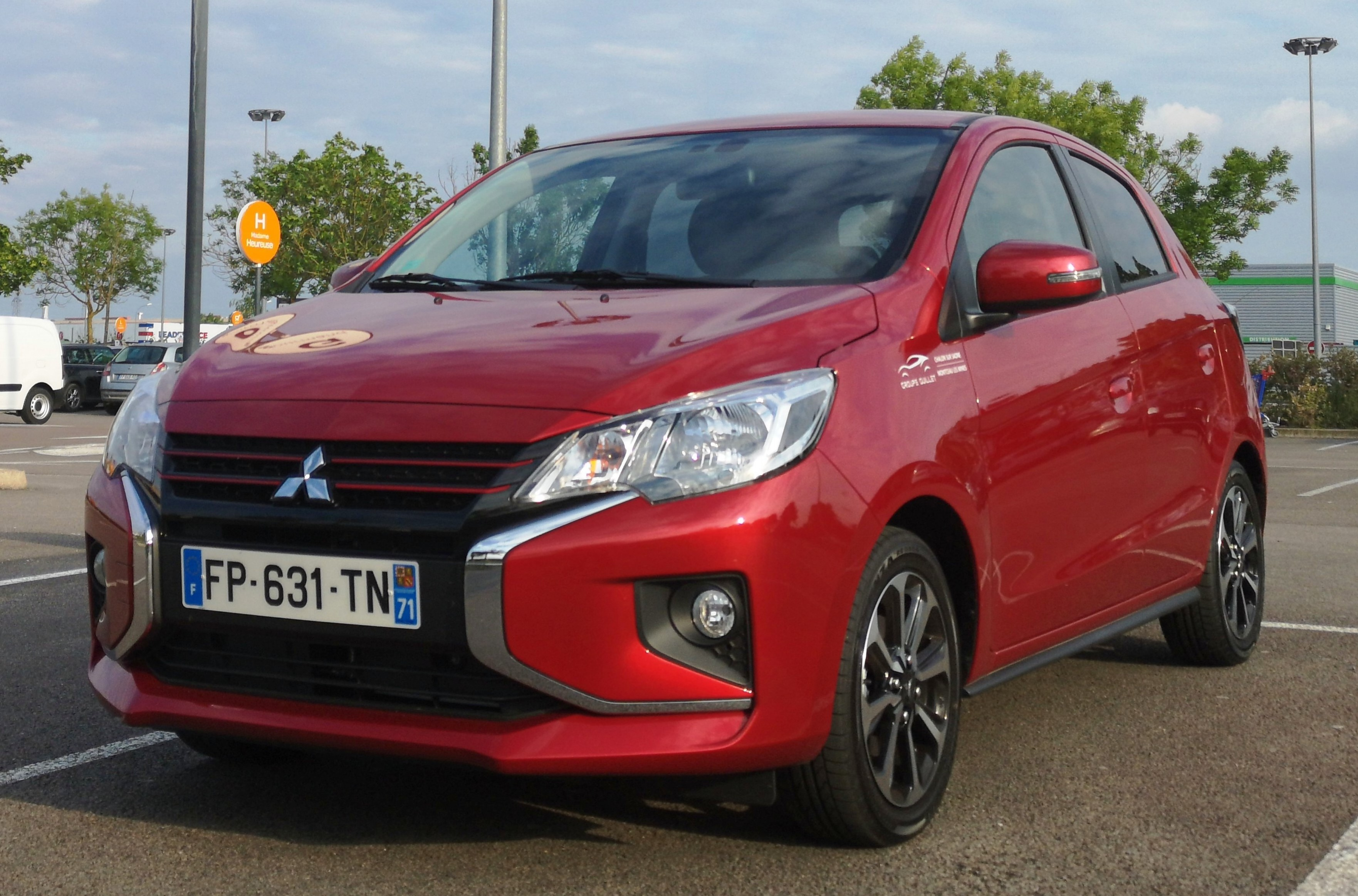
Mitsubishi Space Star phase 3

## Caractéristiques techniques

### Motorisations
Sur le marché japonais, la Mirage est disponible uniquement avec un 3-cylindres essence 1 litre 71 ch double arbre a cames en tête 12 soupapes (MIVEC) conçu par Mitsubishi associé à une transmission par variateur (CVT). En Europe, la Space Star reçoit le même moteur avec une boîte manuelle à 5 rapports et un moteur essence 1,2 litre de 82 ch associé à la boîte CVT.

## Séries spéciales
- Sélection (2013)[8]
- Hello Kitty (2013, Japon)[9]
- Tudo Bom (2014)[10]
- Flirty 50's (2015)[11]
- Black Collection (2019)[12]
- Cross (2021, Portugal)[7]